# 哈氏大尾扁魟
哈氏大尾扁魟（学名：Urobatis halleri）是扁魟科大尾扁魟属下的一种鱼类，分布于东北太平洋的热带和亚热带海域。该鱼生活于海床上，多以底栖无脊椎动物为食。每年都会有大量游客在海边不慎踩到哈氏大尾扁魟而被其用毒刺蜇伤。尽管其蜇伤十分痛苦，但并不致命。

## 物种命名
美国生物学家詹姆士·格雷厄姆·库伯于1863年首次描述哈氏大尾扁魟，彼时他将其划入扁魟属Urolophus。库伯选择halleri作为该种的种加词以纪念美国陆军上校格兰维尔·欧文·哈勒尔的幼子。据说他在圣迭戈湾的泥泞滩涂上玩耍时被该种魟鱼刺伤。1913年，美国鱼类学家萨缪尔·格曼将所有分布于东太平洋的原扁魟属物种全部分拆至新的大尾扁魟属。大尾扁魟属的属名Urobatis由拉丁语词汇“Uro”和“Batis”组合而成，分别是“尾巴”和“魟鱼”的意思 。

## 分布范围
哈氏大尾扁魟是东太平洋的特有种，其分布北至洪堡湾，南至巴拿马，种群密度最高的区域则是加利福尼亚州南部海域和加利福尼亚湾。一般来说，该鱼只会在海水因厄尔尼诺现象等原因而异常温暖的情况下才会出现在圣巴巴拉县概念角以北的海域。

## 外貌描述

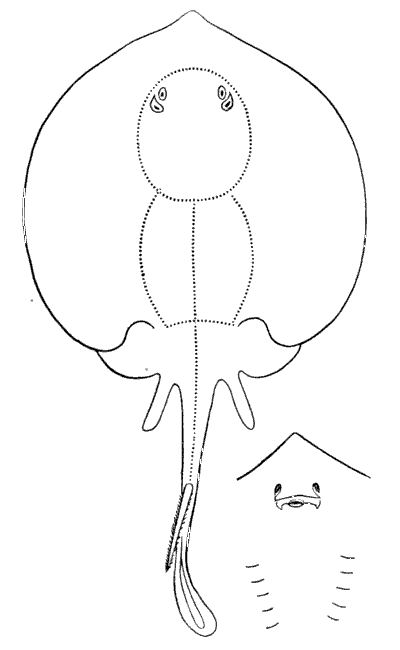
哈氏大尾扁魟的背部与腹部插画

哈氏大尾扁魟是一种小型魟鱼，体色为棕色或灰棕色，上有淡黄色的斑点。其胸鳍几乎为正圆形，吻部圆润，尾部短而粗壮。该鱼没有背鳍，但和许多其他魟鱼不同有一片圆形的尾鳍。哈氏大尾扁魟的牙齿尖锐，呈钻石形，其中雄性正中的牙齿尤为尖锐。雄性总共有37-60颗牙，雌性则是33-60颗。同其他魟鱼不一样，哈氏大尾扁魟皮肤光滑，没有疣粒。
哈氏大尾扁魟的毒刺位于其尾部中间。该鱼每年会替换其毒刺：每年七月其尾部会长出一根新毒刺，而旧毒刺会在九月开始脱落，至十二月所有个体均已完成其毒刺的替换。
哈氏大尾扁魟最大可长到58厘米宽，但一般只有25厘米宽。

## 习性

### 栖息地

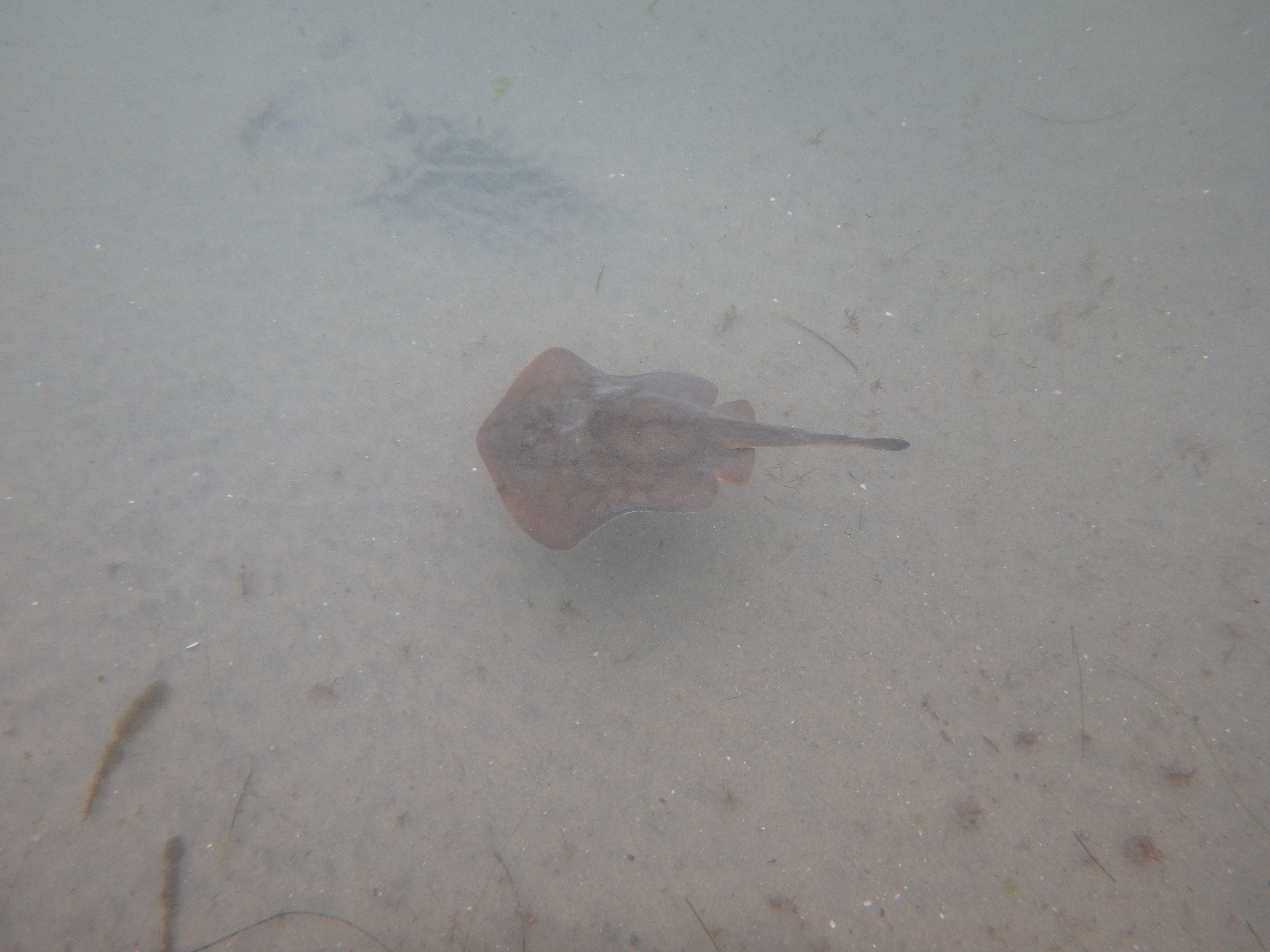
拉霍亚附近海域的一条哈氏大尾扁魟

哈氏大尾扁魟喜好沙质或泥质海床等其可轻易隐藏自己的环境，有时也会出现在大叶藻组成的海草床上。该鱼一般生活于深度不超过15米的浅水，最深的栖息地也不过水深91米。其中，成年雌性多生活在深于14米以下的水域，而雄鱼和幼鱼则栖息于相对较浅的水域。哈氏大尾扁魟是热带鱼类，只会生活在水温高于10℃的海域。

### 食性
哈氏大尾扁魟为肉食性，以底栖无脊椎动物为主食，例如贝类、虾蛄、片脚类、虾、蟹，也偶尔会捕食小鱼和管虫。其中，幼鱼主要捕食管虫和小蟹。其主要通过嗅觉和视觉搜寻猎物。

### 生命周期

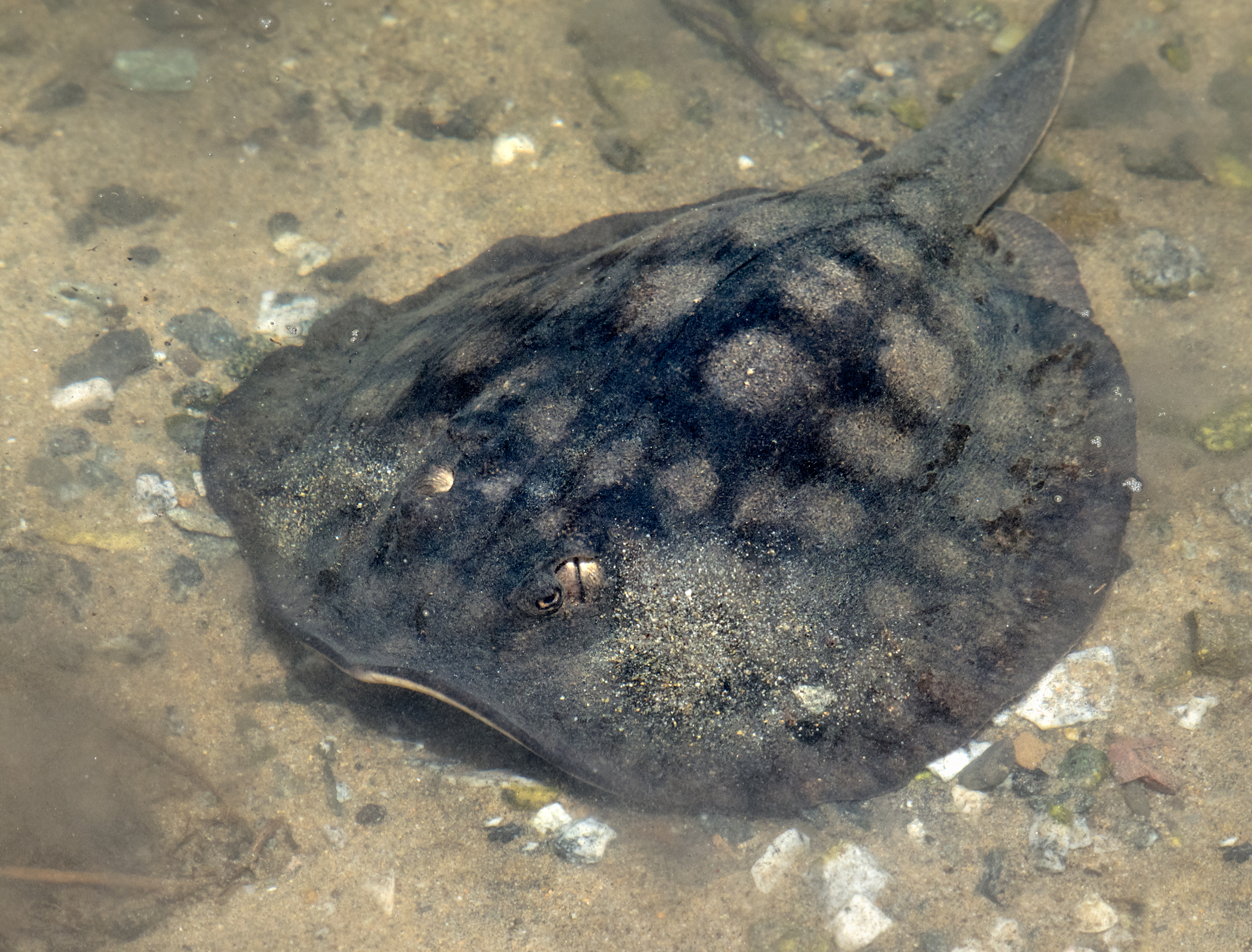
博萨奇卡州立海滩的一条哈氏大尾扁魟

哈氏大尾扁魟会在4-6月繁殖，部分种群还会在冬季繁殖一次。在繁殖季，雌性个体的喷水孔附近会有正电场，而雄性个体则会用其电感受器搜寻雌性。在找到雌鱼后，雄鱼会啮咬对方的胸鳍求爱，但雌鱼只会与咬到其前半部胸鳍的雄鱼交配。哈氏大尾扁魟为卵胎生鱼类，每胎诞下幼鱼1-6条，平均数为2-3条。在3个月的孕期后，雌鱼会前往浅水区诞下幼鱼。刚诞生的鱼苗体宽约6-8厘米。幼鱼会留在庇护所和食物充沛的浅水区直至其约3.5岁时成年。哈氏大尾扁魟寿命约为14岁。

### 天敌

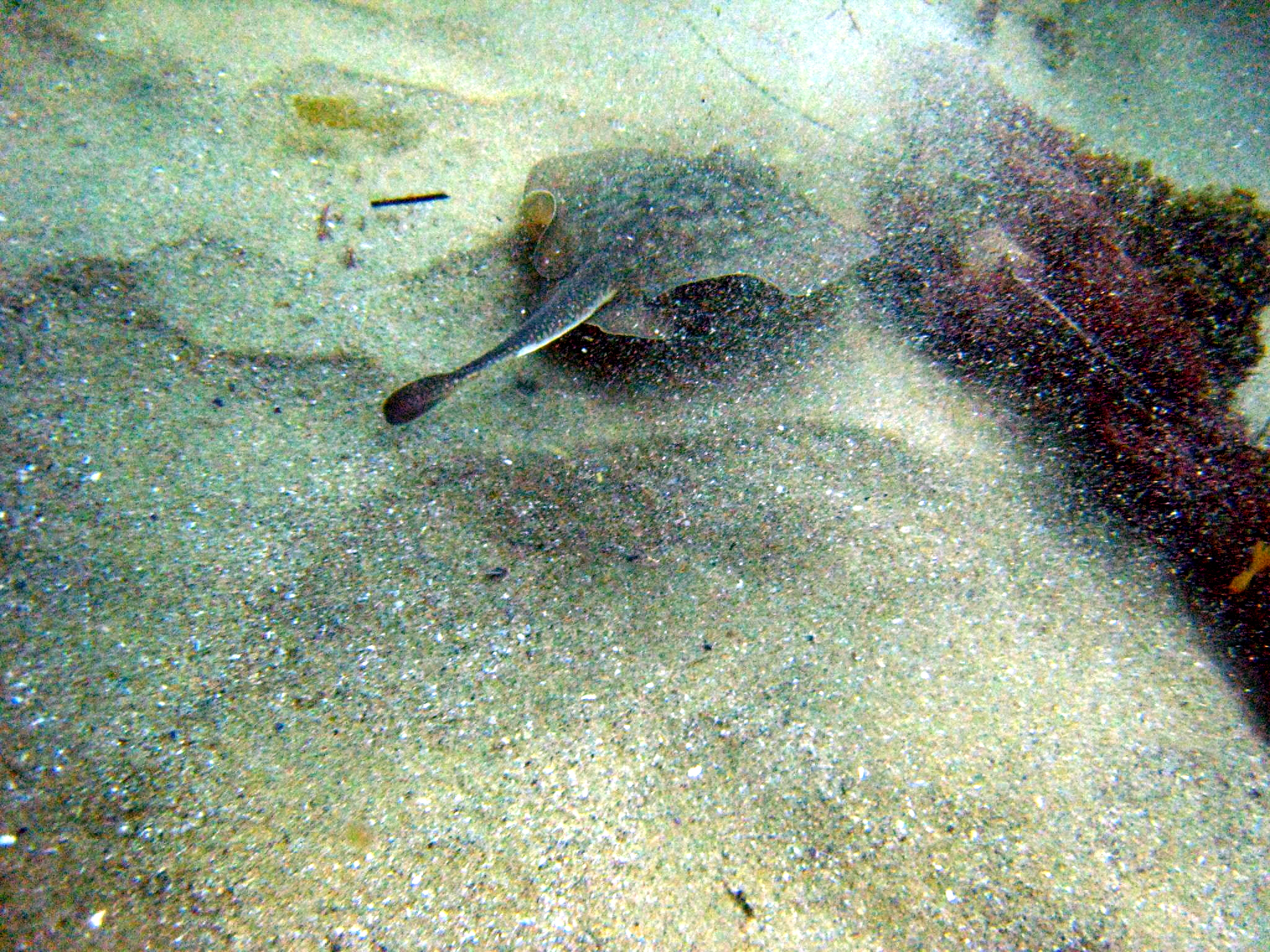
拉古纳海滩附近海域的一条哈氏大尾扁魟

哈氏大尾扁魟的天敌主要为大型鱼类和海洋哺乳动物，例如北象海豹和条纹锯鮨。

### 寄生虫
哈氏大尾扁魟的寄生虫极为多样，目前已知的有19科40种。体外的寄生虫包括数种水蛭和桡脚类，肠道内则可能有多种绦虫和顶复门动物寄生。

## 与人类之间的关系

### 毒刺蜇伤
哈氏大尾扁魟性情温顺，不会主动攻击人类，哪怕潜水员主动前去骚扰也只会游走。然而，许多海滩上的游客会因踩到该鱼而被蜇伤。每年都有数百起哈氏大尾扁魟蜇伤人类的事故，尤其以加利福尼亚州的橙县居多。该县锡尔比奇市北端的一处滩涂更因是哈氏大尾扁魟的重要繁殖地而蜇伤事件频发，因此得到了“魟鱼湾”的恶名。尽管哈氏大尾扁魟的蜇伤可令人痛苦万分，但并不致命。

### 商业捕捞
哈氏大尾扁魟因其体型较小而没有商业价值，多是捕虾船或其他拖网渔船的兼捕。一般而言，被捕获的哈氏大尾扁魟会被抛回海中。不过由于渔民常会在放生该鱼前切断其尾巴，有学者认为这会导致其放生后的存活率变低。

### 作为观赏鱼

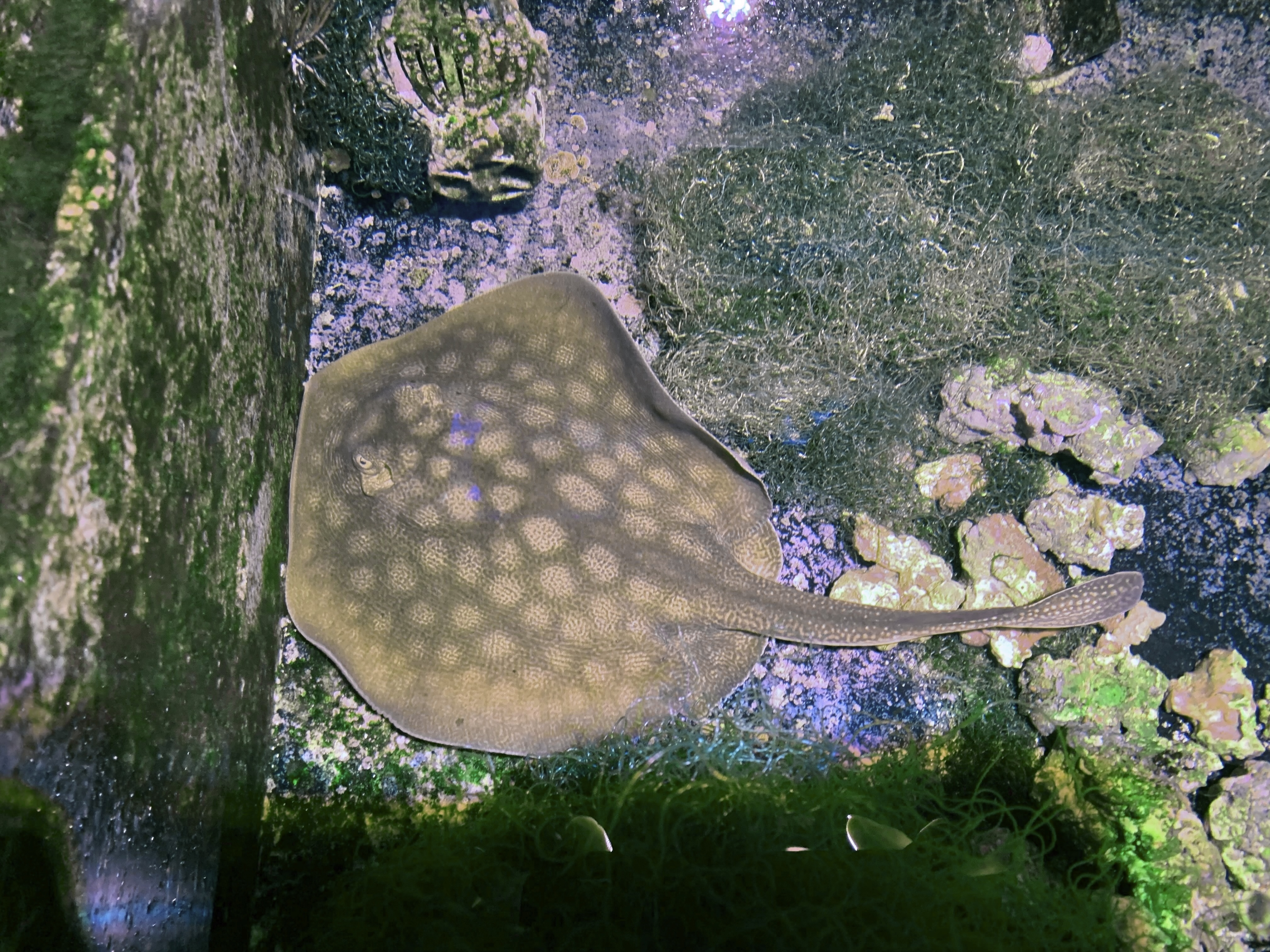
海沃德一家热带鱼商店饲养的哈氏大尾扁魟

哈氏大尾扁魟可在人工饲养环境生活。一般而言，饲养该鱼需要良好的过滤系统、细沙基底、稳定的水流和充足的游泳空间。水族缸需加盖并配上微光照明。该鱼的饲料包括丰年虾、蠕虫、冻虾或虾仁。为避免刺激该鱼，同缸内一般不会饲养蝴蝶鱼、鲀鱼、蓑鲉、须鲨、绞口鲨以及大型的盖刺鱼和螃蟹，而大型躄鱼和石斑鱼则因会吞食哈氏大尾扁魟而不会与其同养。